# 战旗水库
战旗水库是中国四川省绵阳市江油市境内的一座水库，位于杜家河支流战旗河上，建于1974年。水库正常库容为799万立方米，集雨面积为21平方千米，海拔为596.62米。